# Royal Ballads
| Recensione | Giudizio |
| ---------- | -------- |
| AllMusic   | [ 1 ]    |

Royal Ballads è un album discografico a nome della Clifford Jordan Quartet, pubblicato dall'etichetta discografica olandese Criss Cross Jazz Records nel 1987.

## Tracce
Lato A
1. Lush Life – 7:47 (Billy Strayhorn)
2. Pannonica – 6:50 (Thelonious Monk)
3. Royal Blues – 8:18 (Clifford Jordan)

Durata totale: 22:55
Lato B
1. Little Girl Blue – 8:10 (Lorenz Hart, Richard Rodgers)
2. Armando – 8:00 (Vernel Fournier)
3. Don't Get Around Much Anymore – 6:50 (Duke Ellington, Bob Russell)

Edizione CD del 1994, pubblicato dalla Criss Cross Jazz Records (Criss 1025 CD)
1. Lush Life – 7:47 (Billy Strayhorn)
2. Pannonica – 6:50 (Thelonious Monk)
3. Royal Blues – 8:18 (Clifford Jordan)
4. Little Girl Blue – 8:10 (Lorenz Hart, Richard Rodgers)
5. Armando – 8:00 (Vernel Fournier)
6. Don't Get Around Much Anymore – 6:50 (Duke Ellington, Bob Russell)
7. Everything Happens to Me – 3:49 (Matt Dennis, Tom Adair) – Bonus Track
8. 'Round About Midnight – 8:24 (Thelonious Monk) – Bonus Track

## Musicisti
- Clifford Jordan - sassofono tenore
- Kevin O'Connell - pianoforte
- Ed Howard - contrabbasso
- Vernel Fournier - batteria

Note aggiuntive
- Gerry Teekens - produttore
- Registrato il 23 dicembre 1986 al Van Gelder Recording Studio di Englewood Cliffs, New Jersey
- Rudy Van Gelder - ingegnere delle registrazioni
- Frans Schellekens - fotografia copertina frontale dell'album
- Leendert Stofbergen, Amsterdam - design copertina album[2]